# GNAT
GNAT（グナット）は、GCCの一部であるAdaコンパイラ をいう。フロントエンドやランタイム自体もAdaで実装されている。GNATという名称の由来は、当初GNATがAdaからCへのトランスレータとして開発されたため、GNU NYU Ada Translatorと呼称されたためである。
GNATプロジェクトは、Ada 9Xの標準化過程を助成するため、米空軍がニューヨーク大学 (NYU) に対して、1992年よりオープン・ソースのAdaのコンパイラ開発を委託したことに端を発している。同契約では、開発のすべてがGNU GPLであることを要求していた。
1994年には、GNATの開発を継続し商用サポートを行うため、Ada Core Technologies社が設立された。この頃よりフロントエンドがAdaで再実装され、GCCの中間形式を生成するコンパイラとなった。なお、GNATの最初の公式コンパイラ検証は、1995年に通過した。
従来、GNATのソースはGCCのソースとは別にリリースされていたが、
2001年10月2日以降、GCCのCVSリポジトリに組み入れられており、GNUの各ftpサイトにミラーリングされている。